# Académico de Viseu Futebol Clube
El Académico de Viseu Futebol Clube es un equipo de fútbol de Portugal que juega en la Segunda División de Portugal, la segunda liga de fútbol más importante del país.

## Historia
Fue fundado en el año 1917 con el nombre Clube Académico de Futebol, el cual jugó por varios años en la Primera División de Portugal, sobre todo en la década de los años 80s, aunque desapareció por problemas financieros en el 2005.
Inmediatamente regresó cuando el Grupo Desportivo Farminhão (fundado en 1974) adoptó su nombre, sus colores y su emblema y comenzó a competir en la temporada 2005/06 en los torneos regionales de Viseu, logrando el ascenso a la Tercera División de Portugal en el año 2007.
En la temporada 2011-12, ganaron la Tercera División, ascendiendo a la Segunda División para la próxima temporada. En la próxima temporada, ascendieron otra vez a la Segunda Liga, donde juegan actualmente. 
La temporada 2013-14 fue su mejor campaña en la Taca de Portugal, ganándole al AD Nogueirense en la segunda ronda y en la siguiente al Oriental de Lisboa por penales. Fueron eliminados por el Académica de Coimbra en penales por 4-3 (1-1 después de 90 minutos), que también estuvo en una división mayor que el Viseu.
En la temporada 2017-18 casi ascendieron a la Primeira Liga tras quedar de terceros en la liga. Estuvieron a solo dos puntos de lograr ascender.

## Palmarés
- Segunda Divisão Centro: 1

2012-13
- Tercera División de Portugal: .

2011–12
- División de Honor de Viseu: 17

1929–30, 1936–37, 1937–38, 1938–39, 1944–45, 1945–46, 1947–48, 1950–51, 1951–52, 1952–53, 1956–57, 1957–58, 1958–59, 1960–61, 1963–64, 1964–65, 2006–07

## Jugadores

### Jugadores destacados
- Rui Bento
- José Leal
- Rui Miguel
- António Nogueira
- Marco Abreu
- João Ricardo
- Zé de Angola